# 205 Марта
205 Марта (лат. 205 Martha) је астероид главног астероидног појаса са пречником од приближно 80,58 km.
Афел астероида је на удаљености од 2,871 астрономских јединица (АЈ) од Сунца, а перихел на 2,682 АЈ.
Ексцентрицитет орбите износи 0,034, инклинација (нагиб) орбите у односу на раван еклиптике 10,683 степени, а орбитални период износи 1690,133 дана (4,627 године).
Апсолутна магнитуда астероида је 9,23 а геометријски албедо 0,055.
Астероид је откривен 13. октобра 1879. године.